# 天使のため息 (アルバム)
『天使のため息』（原題：If You're Feeling Sinister）は、スコットランドのバンド、ベル・アンド・セバスチャンが1996年に発表した2作目のスタジオ・アルバム。バンドの公式デビュー・アルバムに当たり、当時はセールス的に大きな成功を収められなかったが、批評家からは高い評価を得た。

## 背景
バンドは1996年8月、ロンドンのインディーズ・レーベル「ジープスター・レコーディングス」との契約を得て、最終的には2002年まで同社に所属することとなった。本作の制作当時、スチュアート・マードックはキャロル・キングやジョニ・ミッチェル（特に『夏草の誘い』や『コート・アンド・スパーク』といったアルバム）を聴き込んでいたという。

## 反響
リリース当時は大ヒットに至らず、全英アルバムチャートではトップ200入り程度の売り上げにとどまり、トップ100入りは逃した。ノルウェーでは、リリースから約2年後の1998年第39週のアルバム・チャートで最高23位を記録した。

## 評価
Stephen Thomas Erlewineはオールミュージックにおいて満点の5点を付け「ザ・スミスとサイモン&ガーファンクルの素晴らしき融合」と評している。Elisabeth Vincentelliは1997年6月24日付の『ローリング・ストーン』誌のレビューで5点満点中3.5点を付け「過剰なまでの上品さだけでなく、物語が主導という意味でも、当代のポップ・ミュージックとは全く一線を画している」と評している。また、日本初回盤(VJCP-25330)発売当時の『CDジャーナル』のミニ・レビューでは「学生の名残を思わせる青くて初々しさが微笑ましい」と評されている。
ピッチフォークのスタッフが選出した「1990年代のトップ100アルバム」では14位、『ローリング・ストーン』誌が選出した「1990年代のベスト・アルバム100」では75位にランク・イン。また、『スピン』誌のスタッフが選出した「1985年から2010年の過去25年間のベスト・アルバム125」では59位となった。
『ローリング・ストーン』誌の「歴代最高のアルバム500選」に選ばれている。

## 収録曲
全曲ともスチュアート・マードック作。
1. スターズ・オブ・トラック・アンド・フィールド - "The Stars of Track and Field" - 4:48
2. アザー・ピープル - "Seeing Other People" - 3:48
3. 僕と少佐の関係 - "Me and the Major" - 3:51
4. 映画の中のディランのように - "Like Dylan in the Movies" - 4:14
5. フォックス・イン・ザ・スノウ - "The Fox in the Snow" - 4:11
6. 消えてしまいそうな僕を連れ出して - "Get Me Away from Here, I'm Dying" - 3:25
7. 天使のため息 - "If You're Feeling Sinister" - 5:21
8. メイフライ（かげろう） - "Mayfly" - 3:42
9. 嘆きの少年 - "The Boy Done Wrong Again" - 4:17
10. ジュディは夢を見る - "Judy and the Dream of Horses" - 3:40

## 参加ミュージシャン
- スチュアート・マードック - リード・ボーカル、ギター、ピアノ
- スティーヴィー・ジャクソン - ギター、ハーモニカ、ボーカル
- クリス・ゲッズ - キーボード、ピアノ
- スチュアート・デヴィッド - ベース
- リチャード・コルバーン - ドラムス
- イゾベル・キャンベル - チェロ、リコーダー、パーカッション、ボーカル
- サラ・マーティン - ヴァイオリン、リコーダー、パーカッション

アディショナル・ミュージシャン
- ミック・クック - トランペット(on #1, #6, #10)